# Bittelhof (Herrieden)
Bittelhof ist ein Gemeindeteil der Stadt Herrieden im Landkreis Ansbach (Mittelfranken, Bayern). Bittelhof liegt in der Gemarkung Elbersroth.

## Geografie
Der Weiler liegt am Charbach, einem rechten Zufluss der Wieseth, und am Gründleinsgraben, der dort als rechter Zufluss in den Charbach mündet. 0,5 km südöstlich erhebt sich der Hirschberg, 1 km nordwestlich befindet sich die bewaldete Anhöhe Kapellenwald.
Eine Gemeindeverbindungsstraße führt nach Birkach zur Kreisstraße AN 37 (0,7 km südlich) bzw. zur AN 36 (0,7 km nördlich). Eine weitere Gemeindeverbindungsstraße führt zu einer Gemeindeverbindungsstraße (0,8 km westlich), die nach Charmühle (0,5 km nördlich) bzw. nach Birkach zur AN 37 verläuft (0,5 km südlich).

## Geschichte
Das Bestimmungswort des Ortsnamens ist Büttel. Der Hof stand dem Büttel für seine Dienste als Amtsbote für den Vogt abgabefrei zur Verfügung.
Bittelhof lag im Fraischbezirk des ansbachischen Oberamtes Feuchtwangen. 1732 gab es 2 Anwesen mit 3 Mannschaften. Die Dorf- und Gemeindeherrschaft wurde vom Vogtamt Aurach ausgeübt. Alleiniger Grundherr war das eichstättische Kastenamt Herrieden (1 Hof, 1 Hof mit doppelter Mannschaft). Bis zum Ende des Alten Reiches hatte sich an den Verhältnissen nichts geändert. Von 1797 bis 1808 unterstand der Ort dem Justiz- und Kammeramt Feuchtwangen.
Mit dem Gemeindeedikt (frühes 19. Jahrhundert) wurde Bittelhof dem Steuerdistrikt Weinberg und der Ruralgemeinde Elbersroth zugeordnet. Am 1. Juli 1971 wurde Bittelhof im Zuge der Gebietsreform in Bayern in Herrieden eingemeindet.

## Einwohnerentwicklung
| Jahr      | 001818 | 001840 | 001861 | 001871 | 001885 | 001900 | 001925 | 001950 | 001961 | 001970 | 001987 |
| Einwohner | 19     | 22     | 25     | 23     | 30     | 28     | 19     | 30     | 23     | 21     | 19     |
| Häuser    | 3      | 3      |        |        | 4      | 4      | 4      | 4      | 4      |        | 5      |
| Quelle    | [ 11 ] | [ 12 ] | [ 13 ] | [ 14 ] | [ 15 ] | [ 16 ] | [ 17 ] | [ 18 ] | [ 19 ] | [ 20 ] | [ 1 ]  |

## Religion
Der Ort ist römisch-katholisch geprägt und bis heute nach St. Jakobus der Ältere (Elbersroth) gepfarrt. Die Einwohner evangelisch-lutherischer Konfession waren ursprünglich nach Christuskirche (Herrieden) gepfarrt, heute ist die Pfarrei St. Wenzeslaus (Wieseth) zuständig.